# Cantiere Navale Vittoria
Il Cantiere Navale Vittoria S.p.A., con sede e stabilimento ad Adria (in provincia di Rovigo), è una azienda specializzata nella cantieristica navale, con particolare riguardo nella costruzione in serie di diverse tipologie di pattugliatori, vedette, mezzi da sbarco, navi da carico, draghe, rimorchiatori e pescherecci, utilizzati sia nel Mediterraneo che nei mari del Nord Europa da diverse compagnie marittime o da forze dell'ordine (come il Servizio navale della Guardia di Finanza, la Guardia costiera, la Garde nationale tunisina e altre ancora).
Dalla fondazione, nel 1927, il cantiere ha varato oltre 900 tra navi e imbarcazioni varie.
Dopo quasi un secolo di azionariato, nel 2025 la famiglia Duò cede la proprietà alla CNV Srl di Roberto Cavazzana, imprenditore rodigino operante nell'ambito dei progetti tecnologici ad alto valore aggiunto. 

## Costruzioni
| N. di costruzione scafo | Costruito | Tipo                     | Nome corrente      | Operatore                                   |
| ----------------------- | --------- | ------------------------ | ------------------ | ------------------------------------------- |
| 845                     | 2013      | Pattugliatore multiruolo | Monte Sperone      | Servizio navale della Guardia di Finanza    |
| 846                     | 2013      | Pattugliatore multiruolo | Monte Cimone       | Servizio navale della Guardia di Finanza    |
| 868                     | 2017      | Motovedetta SAR          | RH 10 ZD           | Kapitanija (Croazia)                        |
| 872                     | 2021      | Motovedetta SAR CP300    | Classe Pollastrini | Comando Generale delle Capitanerie di Porto |
| 896                     | 2021      | Pattugliatore multiruolo | Osum               | Servizio navale della Guardia di Finanza    |